# Тибо III (граф Шампани)
Тибо III (фр. Thibaut III de Champagne, 13 мая 1179 — 24 мая 1201) — граф Шампани (Труа) с 1197, сын Генриха I, графа Шампани и Марии Французской.
Племянник Филиппа II Августа и Ричарда Львиное Сердце, внук Людовика VII Французского, брат Генриха II Шампанского (короля Иерусалимского) и Марии Фландрской.
В 1190 году граф Шампани Генрих II, отправляясь в крестовый поход, завещал графство младшему брату. По окончании похода он решил остаться в Святой земле, женившись на наследнице иерусалимского королевства. Генрих умер в 1197 году и Тибо стал графом Шампани. Регентом графства продолжала оставаться его мать Мария Французская, так как по кутюмам Шампани восемнадцатилетний Тибо ещё не считался совершеннолетним.
Мария Французская умерла 11 марта 1198 года, после чего Тибо III был посвящён в рыцари и принёс оммаж королю Франции.
Умер во время подготовки к 4 крестовому походу.
1 июля 1199 года в Шартре женился на Бланке Наваррской (ок. 1177—1229), дочери короля Санчо VI Наваррского и инфанты Санчи Кастильской. Их сын Тибо стал королём Наварры под именем Теобальдо IV.

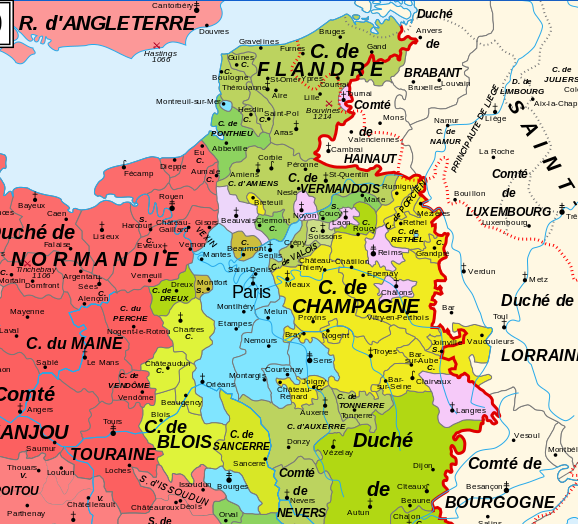
Графство Шампань на карте северо-восточной Франции